# Dean's Blue Hole

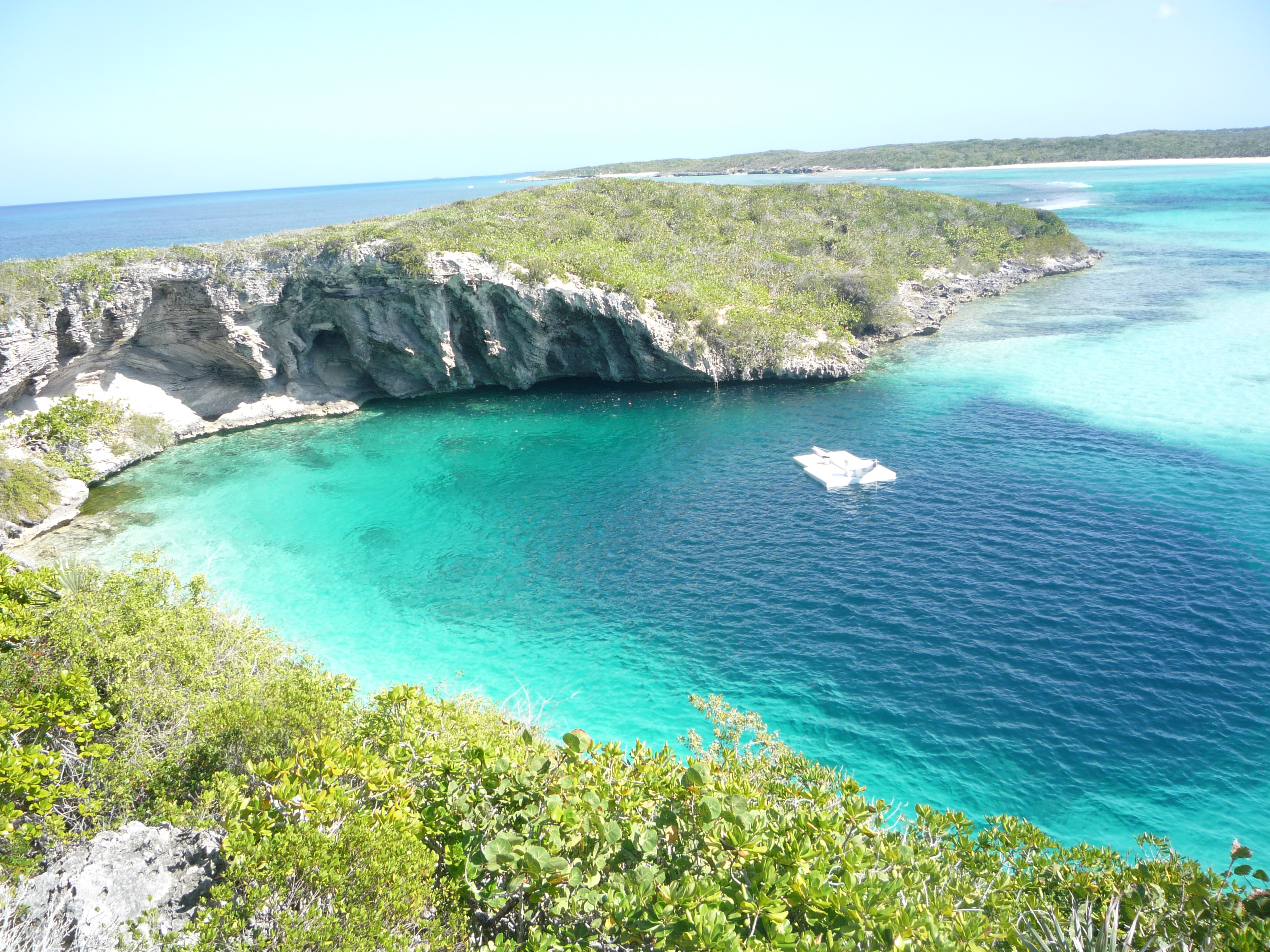
Dean's Blue Hole

Il Dean's Blue Hole è una dolina marina con una profondità di 202 metri. Si trova nella baia ovest di Clarence Town a Long Island, nelle Bahamas.

## Storia
Il suo fondale è stato raggiunto per la prima volta da Jim King nel 1992.
Nell'aprile 2010, William Trubridge ha superato il record del mondo di apnea in dolina marina arrivando alla profondità di 92 metri senza l'ausilio di pinne. Nel dicembre 2010 ha nuotato fino a 101 metri di profondità in apnea usando solo mani e piedi, senza aiutarsi con i pesi di profondità o il giubbotto autogonfiante, solitamente usati dagli apneisti per scendere e risalire più in fretta.

## Formazione
Le doline marine sono doline carsiche subacquee il cui ingresso si trova al di sotto del livello del mare. Si formano in seguito a fenomeni di natura carsica avvenuti quando il livello del mare era considerevolmente più basso, come nel Pleistocene. In seguito all'innalzamento dei mari tali doline vengono riempite dall'acqua marina.
Il Dean's Blue Hole ha una forma approssimativamente circolare in superficie, con un diametro medio che va dai 25 ai 35 metri. Superati i 20 metri di profondità, la dolina assume più la forma di una caverna con un diametro che arriva a 100 metri.
Esistono al mondo doline piene di acqua dolce ben più profonde del Dean's Blue Hole, come quella di Zacatón in Messico profonda 335 metri o il Pozzo del Merro in Italia profonda 392 metri; la particolarità del Dean's Blue Hole è che è il suo ingresso si trova al di sotto del livello del mare, a differenza delle due sopracitate.